# Momme (Vorname)
Momme ist ein friesischer Vorname. Die Söhne von Momme wurden früher Mommsen genannt: „Momme sen sön“ (dt. Mommes Sohn). Momme ist ein seltener Vorname und kommt am häufigsten in Norddeutschland vor.

## Herkunft und Bedeutung
Momme stammt von den Namen Munibert und Mommbert ab und bedeutet „Glänzender Geist“ oder auch „Glänzender Gedanke“.
Gebräuchlich sind auch die Versionen Momke oder Mombke, die aber meist als weibliche Vornamen vergeben werden.

## Bekannte Namensträger
- Momme Andresen (1857–1951), deutscher Chemiker
- Momme Brodersen (* 1951), deutscher Journalist und Buchautor
- Benedikt Momme Nissen (1870–1943), deutscher Maler
- Momme Mommsen (1907–2001), deutsch-US-amerikanischer Literaturwissenschaftler
- Nis-Momme Stockmann (* 1981), deutscher Autor und Theaterregisseur